# Paleontologia
La paleontologia és la disciplina basada en el mètode científic que estudia el desenvolupament de la vida sobre la Terra, de plantes i animals antics, basant-se en el registre fòssil, evidència de la seva existència que s'ha conservat en fòssils. Això inclou l'estudi de fòssils, petjades i nius (icnofòssils), fems fossilitzats (copròlits) i residus químics.
Entre els seus objectius hi ha, a més de la reconstrucció dels éssers vius pretèrits, l'estudi del seu origen, dels seus canvis en el temps (evolució i filogènia), de les relacions entre aquests i amb el seu entorn (paleoecologia, evolució de la biosfera), de la seva distribució espacial i migracions (paleobiogeografia), de les extincions, dels processos de fossilització (tafonomia) o de la correlació i datació de les roques que els contenen (bioestratigrafia).
La paleontologia permet entendre l'actual composició (biodiversitat) i distribució dels éssers vius sobre la Terra (biogeografia) -abans de la intervenció humana-; ha aportat proves indispensables per a la solució de dues de les més grans controvèrsies científiques del passat segle, l'evolució dels éssers vius i la deriva dels continents, i, de cara al nostre futur, ofereix eines per a l'anàlisi de com els canvis climàtics poden afectar el conjunt de la biosfera.

## Principis i estructura

### La paleontologia com a ciència
La paleontologia moderna situa la vida antiga dins el seu context corresponent, estudiant de quina manera els canvis físics a llarg termini de la geografia (paleogeografia) i el clima (paleoclima) globals han afectat l'evolució de la vida, de quina manera els ecosistemes han respost a aquests canvis i han canviat l'entorn planetari al seu torn, i com aquests canvis mutus han afectat els actuals patrons de biodiversitat. Així que la paleontologia és una ciència que toca la geologia, l'estudi de les roques i les formacions rocoses, i la botànica, biologia, zoologia i ecologia, camps que estudien les criatures vivents i com interaccionen. La palinologia és l'estudi del pol·len, sigui antic o modern.
Les divisions més importants de la paleontologia inclouen la paleozoologia (animals), paleobotànica (plantes) i la micropaleontologia (microfòssils). Els paleozoòlegs poden especialitzar-se en paleontologia dels invertebrats, que tracta els animals sense columna vertebral, o en paleontologia dels vertebrats, que tracta els animals amb columna, incloent-hi els homínids fòssils (paleoantropologia). Els micropaleontòlegs estudien els fòssils microscòpics, incloent-hi els microfòssils amb capes orgàniques, l'estudi dels quals s'anomena palinologia.
Hi ha moltes especialitats que s'estan desenvolupant, com la paleoecologia, la paleobotànica, la icnologia (l'estudi de petges i caus) o la tafonomia, l'estudi d'allò que passa als organismes després que morin.
Els camps d'estudi més importants inclouen la correlació dels estrats rocosos amb la seva edat geològica i l'estudi de l'evolució dels éssers vius. La paleontologia utilitza el mateix esquema de nomenclatura binomial que s'usa en biologia, creat pel biòleg suec Carl von Linné, i situa les espècies en un arbre genealògic, mostrant els seus diferents graus de relació, segons la tècnica cladística.
La importància econòmica principal de la paleontologia és l'ús de fòssils per a determinar l'edat i la naturalesa de les roques que els contenen o de les capes inferiors o superiors. Aquesta informació és vital per a la indústria minera i especialment per a la petrolífera. La simple observació dels fòssils continguts en una roca és un dels sistemes més ràpids i acurats per a calcular l'edat d'una roca.
Els fòssils ja eren coneguts per l'humà primitiu i ja eren identificats, a vegades, com a restes d'antigues formes de vida. L'estudi formal de la paleontologia té els seus orígens en el segle xviii.

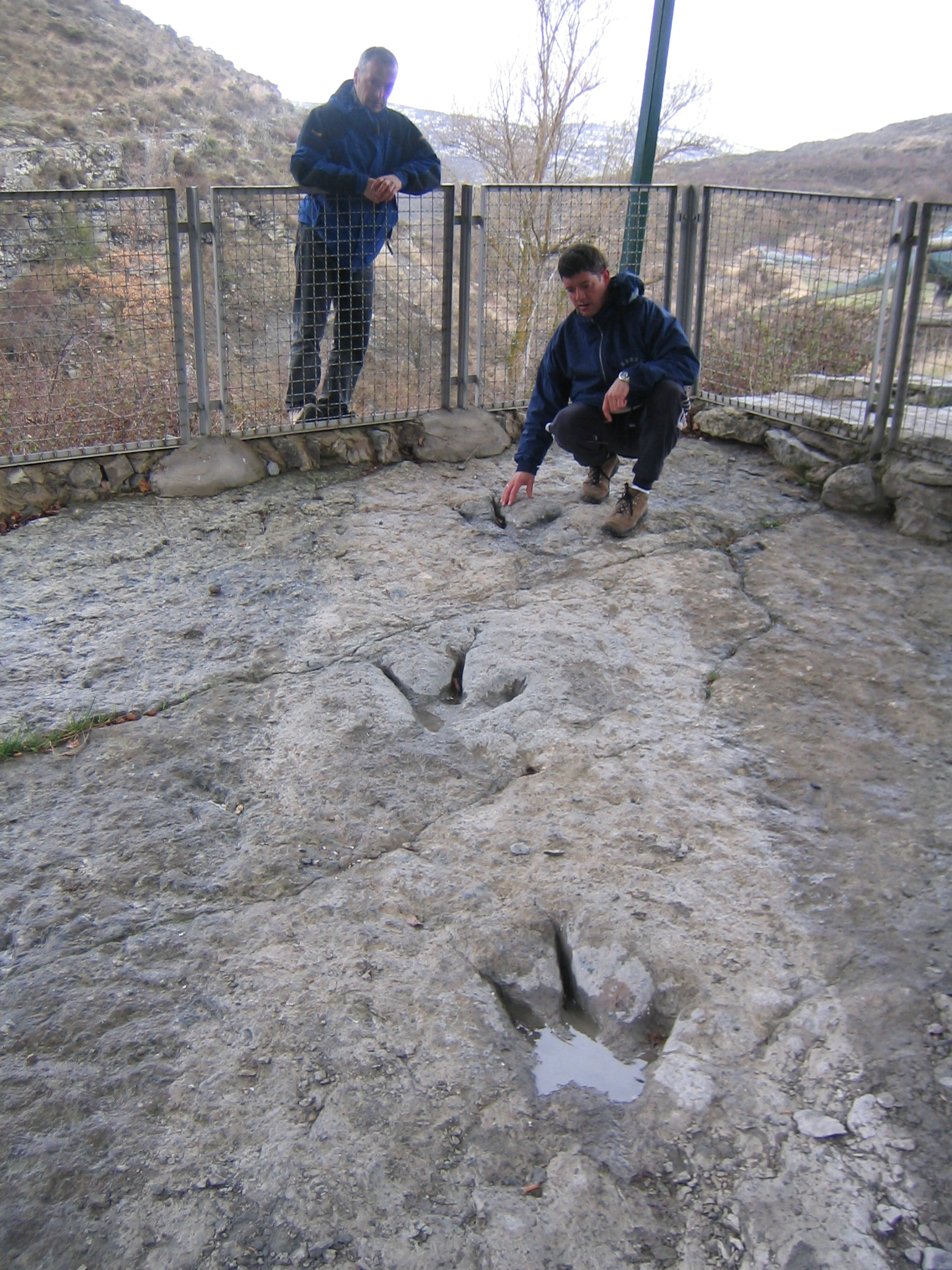
Icnites de dinosaure teròpode en el jaciment de Valdecevillo, Enciso, La Rioja, Espanya

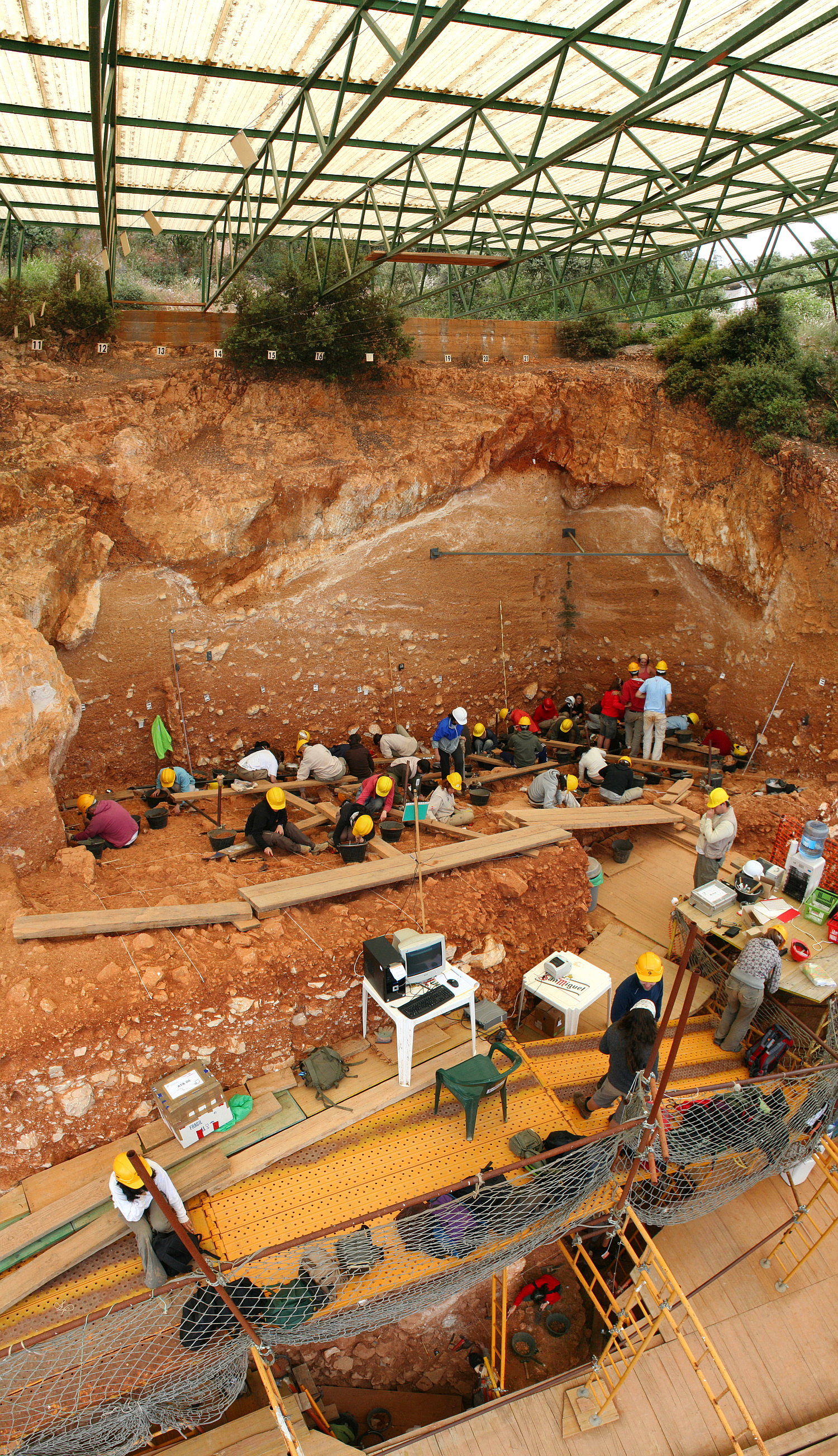
Excavació del jaciment de Gran Dolina a Atapuerca, Burgos

La finalitat primordial de la paleontologia és la reconstrucció dels fòssils, no sols de les seves parts esquelètiques, sinó també les parts orgàniques desaparegudes, restituint als éssers fossilitzats l'aspecte que van tenir en vida, les seves actituds, etc. Per a això, es val dels mateixos principis ja establerts: actualisme, anatomia comparada, correlació orgànica i correlació funcional.
- Actualisme biològic: és imprescindible per a poder interpretar els fòssils com a éssers vius, acceptant a priori que es regien per les mateixes lleis físiques i biològiques, i tenien les mateixes necessitats que els actuals.[2] Permet aquest principi, per exemple, afirmar que els peixos del Silurià tenien brànquies, perquè les tenen els peixos actuals (encara que no siguin els mateixos); i que els dinosaures ponien ous, com els cocodrils, la qual cosa s'ha vist posteriorment corroborada en trobar-se fòssils d'ous, i nius, conservats en alguns jaciments.
- Anatomia comparada: permet col·locar el fòssil en el lloc que li correspon del quadre general dels éssers vius, obtenint així el punt de referència necessari per poder aplicar el principi de la correlació orgànica, que ens permet reconstruir un animal complet, encara que no en tinguem més que una petita part, afegint-li les parts que falten.
- Principi de correlació orgànica: postulat per Cuvier.[3] Cada ésser orgànic forma un conjunt les parts del qual es complementen, determinant totes les altres i, per tant, pot ser reconegut per un fragment qualsevol, bastant en últim terme un tros d'os per a identificar-lo.
- Correlació funcional: coneguda millor com a morfologia funcional, és la part de la paleontologia que tracta de les relacions entre la forma i la funció, és a dir, que intenta relacionar les estructures observades en els fòssils amb la funció que realitzaran en l'organisme quan estava viu. Per a això, utilitza diversos mètodes o línies d'anàlisis.

1. Comparació de grups amb estructures homòlogues: aquest mètode, que porta el paleontòleg a comparar les estructures d'alguns grups fòssils amb les dels seus corresponents representants actuals resulta a vegades menys fiable, puix les mateixes estructures o parts anatòmiques en un determinat grup poden haver-se modificat profundament al llarg de l'evolució i realitzar funcions molt diferents. De la mateixa manera, un mateix grup pot ocupar nínxols ecològics molt diferents al llarg del temps. Per exemple, els mamífers marins actuals i els seus predecessors terrestres tenen morfologia i ocupen nínxols ecològics molt diferents. L'extremitat anterior en ambdós grups, malgrat integrar el mateix nombre de peces òssies en posició anatòmica similar, ha experimentat profundes modificacions en les formes derivades de vida marina, i representa una adaptació a un medi i a una funció molt diferents (la natació) que la que realitzaven els seus avantpassats terrestres (la marxa o el desplaçament sobre el sòl). En conseqüència, la comparació de formes i d'estructures homòlogues ha de prendre's amb gran precaució, tenint en compte que la seva validesa per a l'anàlisi morfofuncional serà molt baixa més enllà de la comparació de grups actuals amb els seus predecessors immediats del Quaternari o com a molt del Terciari superior.
2. Comparació d'estructures anàlogues: és veritablement el mètode més fructífer i més fiable en morfologia funcional. Així, pot dir-se que, mentre que l'anàlisi evolutiva constitueix el camp d'acció de l'homologia, l'anàlisi morfofuncional constitueix el camp de l'analogia. Aquesta anàlisi parteix generalment de la comparació d'estructures homoplàsiques (que tenen la mateixa forma) per inferir la mateixa funció en ambdós grups. Però aquestes estructures que tenen la mateixa forma poden tenir orígens molt diferents i els grups que les presenten poden no guardar una relació filètica entre si. Així, els paleontòlegs raonen correctament que les aletes pectorals d'un peix i les extremitats anteriors d'un dofí i d'un ictiosaure realitzen la mateixa funció. Alguna cosa semblant pot dir-se de l'ala d'un rèptil volador (pterosaure), de la d'una au i de la d'un mamífer volador (ratapinyada). Tot això cal realitzar-ho, fins i tot en grups biològics que no tenen representants actuals i que només coneixem pels seus fòssils.

- Principi de superposició estratigràfica: enunciat per William Smith recuperant les idees de Niels Stensen (llei de Stensen), un segle anterior. En una sèrie estratigràfica normal (no invertida), els estrats de la part inferior són sempre més antics que els de la superior. El contingut en fòssils d'aquests estrats ha de complir el mateix principi. No obstant això, cal exceptuar els fòssils retreballats (que han sofert un o més cicles d'exhumació -per erosió del substrat en el qual jeuen, i resedimentació) i, per tant, són més antics que els sediments que els engloben, o els corresponents a organismes endobionts -aquells que viuen o passen part de la seva vida enterrats en el substrat-, les restes dels quals poden ser més recents que els sediments que els engloben.
- Principi de correlació estratigràfica: estrats pertanyents a la mateixa època i que es caracteritzen per un contingut en fòssils similar. Aquest principi, en la pràctica, és cert, però amb matisacions, ja que altres factors com les barreres físiques o el clima el condicionen.

### Disciplines i integració de la paleontologia
La paleontologia moderna situa la vida antiga en el seu context mitjançant l'estudi de com els canvis físics en la geografia mundial i el clima han afectat l'evolució de la vida, de com els ecosistemes han respost a aquests canvis i s'han adaptat al medi ambient canviant i de com aquestes respostes mútues han afectat els patrons actuals de biodiversitat.

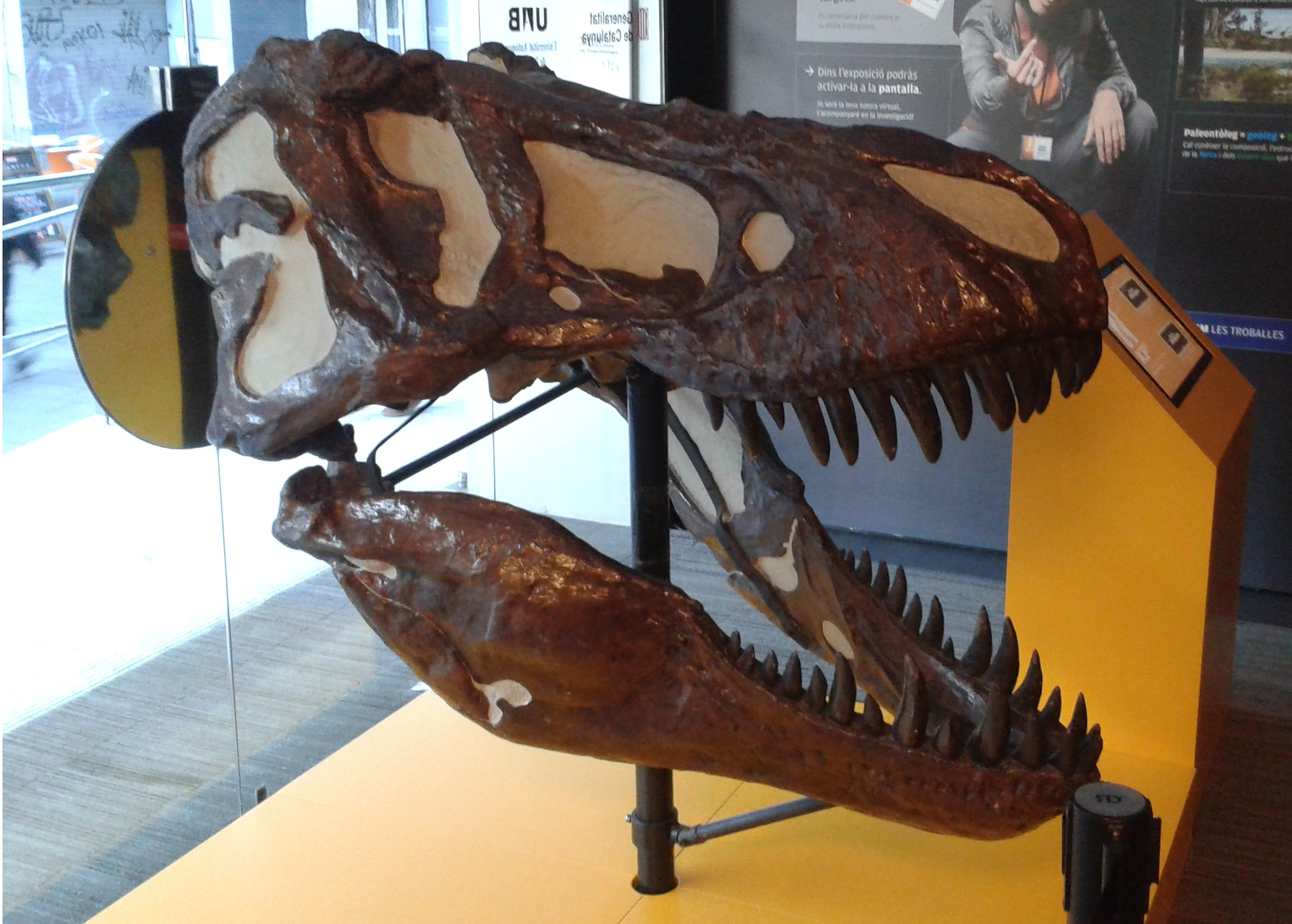
Esquelet de tiranosaure de l'Institut de Paleontologia Miquel Crusafont

Al seu torn, es pot dividir en diversos camps d'estudi:
- la paleozoologia. És la més coneguda i estesa, i a la qual s'atribueix generalment el nom de paleontologia. Té un marc biològic fort, tant que es pot abordar des de la biologia o des de la geologia. S'encarrega de l'estudi dels animals extints, a partir de les seves restes fòssils, i de la seva taxonomia. Aquí s'inclouen disciplines com la paleoentomologia o la dinosaurologia;
- la paleobotànica. S'encarrega de l'estudi d'éssers vegetals o fúngics extints i la seva taxonomia. És una disciplina menys estesa que l'anterior. S'inclouen disciplines com la palinologia o estudi del pol·len;
- la paleoclimatologia. Se surt del marc biològic per endinsar-se en la meteorologia. Emula el clima, les condicions atmosfèriques, les franges climàtiques del passat geològic;
- la paleogeografia. S'aborda des de la geografia física, i es basa en l'estudi de la topografia i geografia del passat.

### Relació amb altres ciències
Es pot considerar la paleontologia com una divisió temporal de la biologia. La biologia facilita una informació sobre els éssers vius sense la qual és impossible fer una interpretació correcta dels fòssils (aquesta és una de les bases de l'actualisme). La paleontologia, per la seva banda, posa de manifest i informa el biòleg sobre quina va ser la vida del passat i la seva evolució, constituint d'aquesta forma el vessant històric de la biologia.
Els fòssils tenen un valor intrínsec, ja que el seu estudi és fonamental per a la geologia (correlacions, reconstruccions paleoambientals...). Quant a l'aspecte aplicat, són nombrosos els exemples que relacionen certs organismes amb la gènesi de jaciments minerals (com el fitoplàncton amb el petroli, el carbó, els fosfats, etc.). La geologia històrica és inconcebible sense el suport de les dades paleontològiques que ens donen informació sobre paleogeografia, paleoclimatologia, paleoecologia, quimisme de les aigües, etc.). De la mateixa forma, la paleontologia necessita altres disciplines com la bioquímica, la física o les matemàtiques (especialment l'estadística).

## Tècniques paleontològiques
Hi ha diferents tècniques usades comunament en paleontologia:

### Mètodes mecànics
Els límits físics dels fòssils representen àrees de debilitat, ja que la constitució química és diferent de la matriu que els inclou. Per tant, per a separar-los es pot usar mètodes de percussió (martell i cisell).
- Tècniques d'abrasió: la pionera va ser la màquina de doll de sorra. Generalment ara s'usa un gas (aire comprimit, nitrogen o diòxid de carboni) que propulsa una pols abrasiva; en aquest cas, el poder abrasiu depèn de la pressió del gas i de la grandària i característiques de la pols abrasiva.
- Escalfament: es recorre a canvis molt bruscs de temperatura, per separar per dilatació diferencial.
- Tècniques de percussió i escalabornat: s'usa un netejador pneumàtic de fòssils amb puntes especials (major grandària per a l'escalabornat i puntes cada vegada més fines per al treball delicat). Per a això, cal reconstruir la disposició del fòssil abans de començar, així com comprovar la petrologia de la roca i recolzar els espècimens en un element que absorbeixi les vibracions (com un sac de sorra).

### Mètodes químics
S'usen en funció de la naturalesa dels fòssils i la roca, mitjançant una tècnica anomenada disgregació química, que es tracta d'aigua amb detergents que disminueixen la tensió superficial en la interfase argila-aigua per a roques argilenques o llims. L'aigua oxigenada té un efecte similar. Els àcids també són usats àmpliament en l'extracció de fòssils: àcid clorhídric (ClH), àcid fluorhídric (FH), àcid nítric (NO₃), àcid fòrmic o àcid acètic.

### Tècniques d'extracció de microfòssils
Cal distingir tècniques depenent del tipus de roca:
- Roques calcàries: s'utilitza àcid acètic (CH₃COOH) o fòrmic (HCOOH) per a fòssils fosfàtids. En aquest cas, es col·loca la mostra en un got de polietilè i s'afegeix acètic (10-15%) o fòrmic, que actua més ràpid i pot utilitzar-se en major concentració, encara que és més corrosiu. L'àcid pot atacar el fosfat en mostres amb baix contingut en carbonat, per la qual cosa interessa afegir carbonat càlcic en pols (obtenint acetat de calci). Alternativament, en els successius atacs en la mostra per solucionar aquest problema s'usa una solució (7% àcid acètic concentrat, 63% aigua i 30% del líquid filtrat procedent de la digestió de mostres prèvies).
- Roques silíciques: s'utilitza àcid clorhídric al 10%.
- Roques argilenques: en aquest cas, es recorre a l'aigua oxigenada o a detergents.
- Tècniques palinològiques: s'utilitza àcid fluorhídric o clorhídric.

### Tècniques de concentració
S'utilitzen líquids pesants com el bromoform (CHBr₃, Pe 2,89) i tetrabromoetà (C₂H₂Br₄, Pe 2,96), però són molt tòxics. L'alternativa més segura n'és l'ús de politungstat de sodi (3Na₂WO₄.9WO₃.H₂O) soluble en aigua, que permet variar el seu Pe. L'ideal és 2,75 o lleugerament més alt per evitar problemes de viscositat alta i precipitació. Es realitza una filtració amb tamisos de grandària adequada en funció dels grups fòssils.

### Seccions primes
Es duen a terme quan els fòssils i microfòssils tenen una composició igual que la de la matriu.

### Consolidants i adhesius
La consolidació o enduriment és necessari per a la conservació i manipulació de molts exemplars. Els adhesius i consolidants han de ser fàcilment eliminables en cas necessari. Per a aquells fòssils que hagin sofert mètodes d'extracció mecànica, es realitza un segellat de fractures amb resines d'acetil-polivinil i polimetilmetacrilat solubles en etil-acetat. L'última es contreu quan s'asseca, per la qual cosa no es pot utilitzar com a consolidant. El cianocrilat s'utilitza per a reparar petites peces de fòssils (la seva estabilitat és desconeguda i és pràcticament insoluble). Els mètodes químics de preparació necessiten adhesius i consolidants que protegeixin els fòssils de l'atac químic i com a armadura i reforç. El polibutil-metacrilat, polimetil-metacrilat i cianocrilat són adhesius de resistència similar als àcids. En tots els mètodes de preparació, és necessari portar un meticulós control de tots els passos realitzats.

## Història de la paleontologia
- Antiguitat: les referències a la troballa de fòssils es remunten a la Grècia clàssica. Jenòfanes, al segle VI aC,[5] refereix la presència de petxines de mol·luscs a Malta i Siracusa i fòssils vegetals a Aturs. En aquella època, existien dues tendències a l'hora d'interpretar els fòssils. Una representada per l'escola pitagòrica, que expressa amb claredat la veritable naturalesa biològica d'alguns fòssils marins, i l'altra seguida per l'escola platònica i alguns deixebles d'Aristòtil, que els considerava com a «jocs de la natura» o «intents d'aquesta d'imitar els organismes».
- Edat mitjana i Renaixement: les idees de Plató, matisades per l'aristotelisme, van perdurar durant tota l'edat mitjana, i fins i tot fins a avançat el segle xviii, si bé sempre va haver-hi algunes referències a l'origen orgànic dels fòssils, com va fer Leonardo da Vinci.

En el segle xvi, el científic danès Konrad von Gesner publica un dels primers tractats il·lustrats sobre objectes fòssils, De Rerum fossilium, Lapidum et Gemmarum maxime, figuris et similitudinibus liber. Aquest treball suposa un important avanç pel fet de separar els fòssils d'aparença orgànica de gemmes i minerals, així com per l'ocupació d'il·lustracions (els avenços tècnics de la il·lustració, podríem dir, han exercit en la història de la paleontologia un paper similar al de les millores en els instruments de mesura en ciències físiques. Si bé, sobre el seu origen, continua donant suport a les idees aristotèliques i neoplatòniques.
És al segle xvii quan es va produir una important revolució en el món de la paleontologia, i també els primers estudis que podríem considerar paleobiològics. Fabio Colonna (1616) és un dels primers a situar els fòssils dins del seu context biològic. Amb els treballs de Nicolaus Steno, es comencen a albirar amb certa claredat la veritable naturalesa dels fòssils; igual que Colonna, s'interessa pel problema de l'origen biològic dels fòssils, amb la comparació de les dents de tauró amb les Glossopetrae (dents fòssils de grans taurons), o bé analitzant les línies de creixement de les petxinas fòssils. Concretament, Robert Hooke, en la seva obra Micrographia, descriu per primera vegada les seves observacions al microscopi de la microestructura de fusta fòssil, deduint la seva afinitat amb fusta podrida o cremada; així mateix, va reconèixer la similitud entre els recentment descoberts Nautilus i els ammonites. Considera el seu origen orgànic i atribueix a l'efecte dels terratrèmols la situació geogràfica anòmala en la qual apareixen les restes. En aquesta època, un dels principals arguments a favor de l'origen biològic dels fòssils va ser l'existència del diluvi universal segons Woodward (1665-1728), plasmats en un dels primers treballs importants sobre paleobotànica, Herbarium Diluvianum, de Scheulhzerus (1709), amb acurades descripcions i il·lustracions de plantes fòssils que interpreta com a vestigis del diluvi. Amb l'obra de Lhwyd (1699), que descriu plantes fòssils procedents del Carbonífer de Gran Bretanya, interpretant-les com originades pel creixement de veritables llavors dins de la roca, es produeix una volta a les idees aristotèliques, encara que amb nous matisos.
- Il·lustració: Buffon (1707-1788) marca l'inici d'una nova època amb la publicació de la seva Histoire Naturelle el 1749, posant en crítica les idees diluvistes. Posteriorment i en el tom Des Époques de la Nature (1778), reconeix la separació entre la història humana i de la vida. En l'any 1796, a punt d'iniciar-se el segle xix, Cuvier (1769-1832) va donar a conèixer el seu treball Memoire sur les especes d'Elephants tant vivantes com fossiles, que marca una de les principals fites en la paleontologia, ja que s'aporten per primera vegada proves irrefutables a favor de les extincions. D'altra banda, els seus treballs sobre anatomia comparada i morfologia funcional, fan que es consideri Cuvier com el fundador de la paleontologia, en dotar-la d'una sèrie de principis bàsics per a la seva investigació i, al seu torn, de la paleozoologia o la paleobotànica. El seu contemporani Lamarck (1744-1829) va ser el primer a desenvolupar una teoria evolucionista; no obstant això, ni els seus arguments ni el mateix procés evolutiu va ser admès pels seus coetanis, i va ser un dels seus principals oponents, el mateix Cuvier, defensor a ultrança de les teories catastrofistes.

Durant tot el segle xix, es produeix una gran proliferació d'importants treballs en paleontologia. Sens dubte, els treballs de Charles Lyell i uns altres grans geòlegs de l'època van abonar el terreny perquè Darwin elaborés la seva teoria sobre l'evolució. Amb això, es va traçar l'inici d'una nova etapa en la paleontologia. Amb la publicació d'On the Origin of Species by Means of Natural Selection el 1858, es produeix una veritable revolució i l'inici d'una nova i florescent època per a les ciències biològiques, alhora que el divorci entre la paleontologia i les restants ciències de la vida. A pesar que Darwin havia recolzat en els fòssils moltes de les seves conclusions, van ser paleontòlegs i geòlegs els que més van trigar a admetre la seva teoria. Al final del segle xix i principi del xx, amb l'inici i desenvolupament de la genètica, es produeix la major desharmonia; mentre la paleontologia se centra en estudis estratigràfics, integrant-se en les ciències geològiques, la biologia ignora la paleontologia considerant-la una ciència purament descriptiva.
- Etapa moderna: gràcies a l'esforç conjunt d'alguns biòlegs i paleontòlegs, es produeix un retrobament entre ambdues ciències dins del marc de la nova teoria sintètica. George Gaylord Simpson, amb el seu treball Tempo and mode in Evolution (1944),[8] va a ser el precursor d'aquesta reconciliació, que inicia una nova etapa en la moderna paleontologia i el desenvolupament i consolidació dels estudis paleobiològics.

Si els segles XVI al XVIII es van caracteritzar pels grans estudis sistemàtics i el segle xix i inicis del XX per les seves aplicacions en bioestratigrafia, és molt recentment quan es produeix un important gir en els estudis paleontològics. Probablement el seu detonant hagi estat la teoria de la tectònica de plaques, per la qual els estudis paleontològics suposen una important contribució per les seves aportacions paleobiològiques. Un altre factor potser més important que l'anterior ha estat l'acostament de la paleontologia a les ciències biològiques, de les quals s'havia distanciat des del passat segle. Actualment, la paleontologia es nodreix de noves tècniques (microscòpia electrònica, rajos X, espectrometria, informàtica), aportant noves i interessants dades en diversos aspectes paleobiològics (paleoecologia, tafonomia, paleohistologia, paleobioquímica...). Els estudis de protistes, pol·len i espores fòssils, àmpliament desenvolupats a partir de la segona meitat d'aquest segle, han suposat un importantíssim complement als estudis paleontològics clàssics, amb aportacions en el camp de l'origen de la vida, evolució, tafonomia i paleontologia aplicada, entre d'altres. En aquest moment, els estudis de paleobioquímica estan experimentant un notable auge, obrint un nou camp d'investigació amb grans possibilitats en diversos aspectes paleobiològics (aminoàcids, lignina, clorofil·les, cel·lulosa, esporopol·lenina…). En el camp de l'evolució, la teoria de l'equilibri puntuat (Eldredge i Gould, 1972) ha irromput amb força en els últims anys posant en crítica la teoria sintètica i creant una viva polèmica.

### Paleontòlegs famosos
La història inclou bon nombre de paleontòlegs ressenyables:

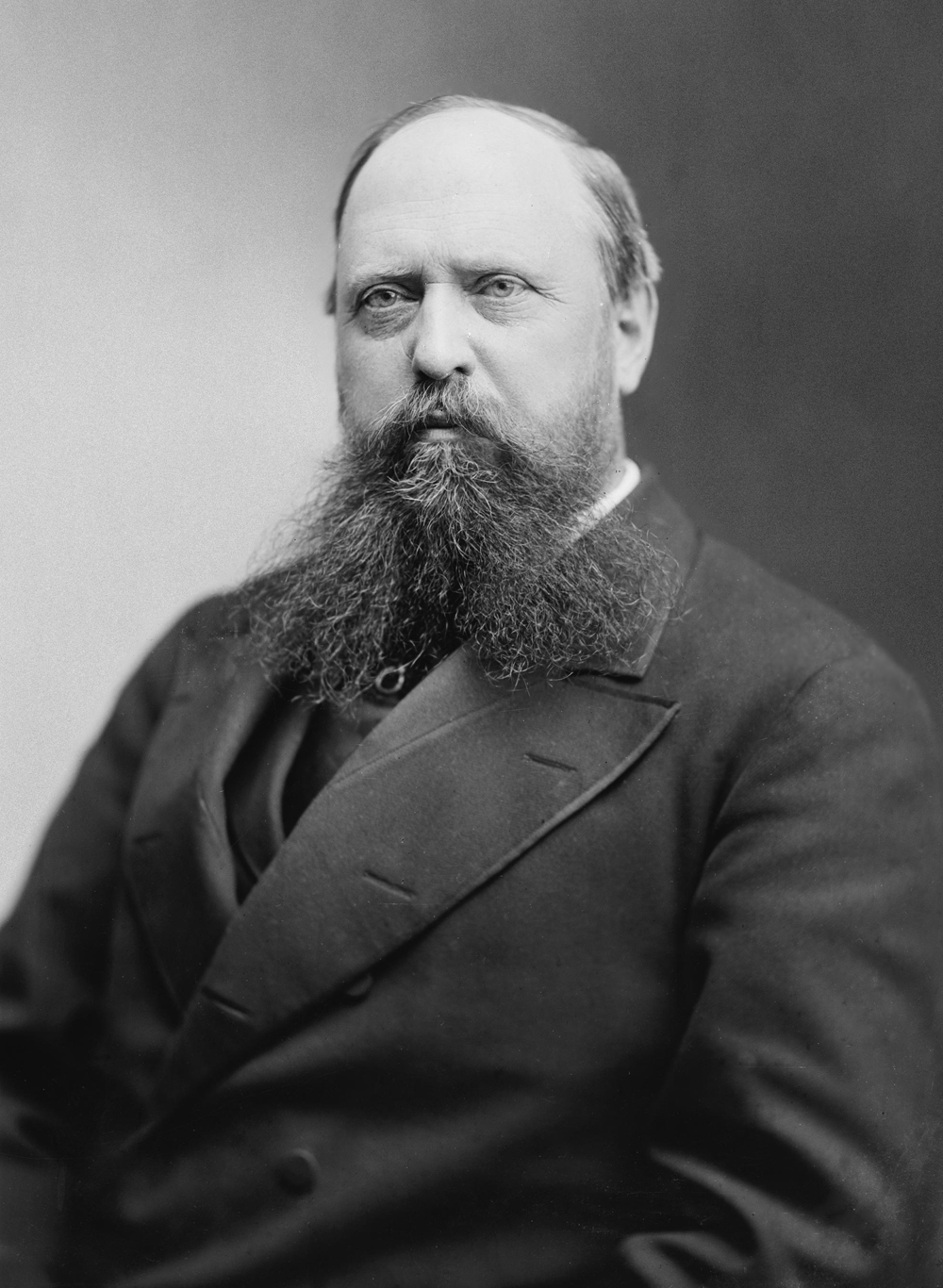
Othniel Charles Marsh. Descripció de la Llibreria del Congrés: "Marsh, Prof. O. C. of Conn"

| Nom                    | País         | Any de naixement | Any de mort |
| ---------------------- | ------------ | ---------------- | ----------- |
| Roy Chapman Andrews    | Estats Units | 1884             | 1960        |
| Mary Anning            | Anglaterra   | 1799             | 1847        |
| Robert Bakker          | Estats Units | 1945             | -           |
| Robert Broom           | Sud-àfrica   | 1866             | 1951        |
| Barnum Brown           | Estats Units | 1873             | 1963        |
| William Buckland       | Anglaterra   | 1784             | 1856        |
| Andrew Carnegie        | Escòcia      | 1835             | 1919        |
| Edwin Harris Colbert   | Estats Units | 1905             | 2001        |
| Edward Copi            | Estats Units | 1840             | 1897        |
| Georges Cuvier         | França       | 1769             | 1832        |
| Charles Darwin         | Regne Unit   | 1809             | 1882        |
| Earl Douglass          | Estats Units | 1862             | 1931        |
| Eberhard Farrs         | ?            | ?                | ?           |
| Stephen Jay Gould      | Estats Units | 1941             | 2002        |
| John Bell Hatcher      | Estats Units | 1861             | 1904        |
| Jack Horner            | Estats Units | 1946             | -           |
| Jim Jensen             | Estats Units | 1918             | 1998        |
| Joseph Leidy           | Estats Units | 1823             | 1891        |
| Carl von Linné         | Suècia       | 1707             | 1778        |
| Richard Lull           | Estats Units | 1867             | 1957        |
| Gideon Mantell         | Anglaterra   | 1790             | 1852        |
| Othniel Marsh          | Estats Units | 1831             | 1899        |
| Franz Nopcsa           | Hongria      | 1877             | 1933        |
| Henry Fairfield Osborn | Estats Units | 1857             | 1935        |
| John Ostrom            | Estats Units | 1928             | 2005        |
| Richard Owen           | Anglaterra   | 1804             | 1892        |
| Adolf Seilacher        | Alemanya     | 1925             | -           |
| Paul Serè              | Estats Units | 1957             | -           |
| George Gaylord Simpson | Estats Units | 1902             | 1984        |
| Charles Sternberg      | Estats Units | 1850             | 1943        |
| Mignon Talbot          | Estats Units | 1869             | 1950        |
| Friedrich Von Huene    | Alemanya     | 1875             | 1969        |